# مائوری وانهانن
مائوری وانهانن (فنلاندی: Mauri Vanhanen؛ زادهٔ ۱ ژوئن ۱۹۳۱) بازیکن فوتبال اهل فنلاند بود.
از باشگاه‌هایی که در آن بازی کرده‌است می‌توان به باشگاه فوتبال کوتکان تیووائن پالویلیات اشاره کرد.
وی همچنین در تیم ملی فوتبال فنلاند بازی کرده‌است.